# Alain-Michel Blanc
Pour les articles homonymes, voir Blanc (homonymie).
Alain-Michel Blanc est un scénariste et réalisateur français.

## Biographie
Issu d'une famille bretonne Alain-Michel Blanc commence sa carrière au cinéma en 1975 en travaillant en tant qu'assistant réalisateur sur le film Le Triangle écorché de Pierre Kalfon. En 1991, après avoir collaboré à la réalisation du long métrage de Jean-Marie Poiré, L'Opération Corned-Beef, Alain-Michel Blanc se lance à son tour derrière la caméra. Il réalisera alors plusieurs épisodes de séries télévisées, notamment pour Louis la Brocante entre 2000 et 2005, et signera aussi quelques téléfilms comme Un taxi dans la nuit en 1998. Mais c'est en 2002 qu'Alain-Michel Blanc va faire une rencontre qui changera sa carrière cinématographique.
En effet, après avoir écrit le scénario du deuxième téléfilm du réalisateur et scénariste Radu Mihaileanu, ceux-ci vont s'associer. En 2005, donc, Mihaileanu et Blanc écrivent l'histoire de Va, vis et deviens, un film qui leur fera remporter le César du meilleur scénario original en 2006. Dès lors, ils collaboreront ensemble pour Le Concert, en 2009, et La Source des femmes, en 2011.

## Filmographie

### Scénariste

#### Au cinéma
- 1970 : Rue de la soif[2]
- 2005 : Va, vis et deviens de Radu Mihaileanu
- 2007 : Ezra de Newton Aduaka
- 2009 : Le Concert de Radu Mihaileanu
- 2011 : Les Hommes libres d'Ismaël Ferroukhi
- 2011 : La Source des femmes de Radu Mihaileanu
- 2013 : Né quelque part de Mohamed Hamidi
- 2016 : La Vache de Mohamed Hamidi
- 2020 : Une belle équipe de Mohamed Hamidi
- 2022 : Citoyen d'honneur de Mohamed Hamidi
- 2022 : Hawa de Maïmouna Doucouré
- 2023 : L'abbé Pierre - une vie de combat de Frédéric Tellier

#### À la télévision
Téléfilms
- 1996 : Les Faux Médicaments : Pilules mortelles d'Alain-Michel Blanc
- 2002 : Les Pygmées de Carlo de Radu Mihaileanu

### Réalisateur

#### Séries télévisées
- 1991 – 1994 : Renseignements généraux, 3 épisodes
- 1994 : Le Cascadeur, épisode « Le Grand Cirque » (1-3)
- 2000 – 2005 : Louis la Brocante, 4 épisodes

#### Téléfilms
- 1996 : Les Faux Médicaments : Pilules mortelles
- 1998 : Un taxi dans la nuit
- 2010 : Le Jeu de la mort

### Assistant réalisateur
- 1975 : Le Triangle écorché de Pierre Kalfon
- 1975 : La Vie sentimentale de Walter Petit (ou  Hard Love, version hardcore) de John Thomas
- 1975 : Indécences de Jacques Orth
- 1975 : Les Petits Dessous des grands ensembles de Christian Chevreuse
- 1976 : La Fessée ou les Mémoires de monsieur Léon maître-fesseur de Claude Bernard-Aubert
- 1976 : L'Essayeuse de Serge Korber
- 1977 : Cailles sur canapé de Serge Korber
- 1979 : Au bout du bout du banc de Peter Kassovitz
- 1979 : Laura, les ombres de l'été, de David Hamilton
- 1980 : La Bande du Rex de Jean-Henri Meunier
- 1981 : L'Année prochaine... si tout va bien de Jean-Loup Hubert
- 1984 : Femmes de personne de Christopher Frank
- 1991 : L'Opération Corned-Beef de Jean-Marie Poiré
- 1993 : 23h58 de Pierre-William Glenn